# Walking on Air (canción de Katy Perry)
«Walking on Air» es una canción interpretada por la cantante estadounidense Katy Perry, incluida en su tercer álbum de estudio, Prism de 2013. Fue lanzada el 30 de septiembre de 2013, como descarga digital a través de iTunes y como el segundo sencillo promocional del álbum. Sin embargo pasó a ser el primero cuando Capitol Records decidió lanzar a «Dark Horse» como un sencillo oficial. Asimismo, recibió comentarios favorables de parte de los críticos. Además logró entrar en las primeras veinte posiciones de la lista musical de Australia, Canadá, Irlanda y Nueva Zelanda. En los Estados Unidos debutó en la posición número 34 de Billboard Hot 100 y la ocho en la Digital Songs, con 113 000 descargas. Hasta noviembre de 2013 había vendido un total de 150 000 copias en los Estados Unidos.

## Antecedentes y producción
Antes del lanzamiento del sencillo, «Walking On Air» era con «Dark Horse», una de las dos canciones que estaban en la competencia, de cuál sería el siguiente sencillo de Perry, para su álbum PRISM. El concurso fue organizado por Pepsi y los fanes votaron por el ganador por medio de la red social Twitter.
Después de los premios MTV Video Music Awards 2013, que tuvieron lugar el 25 de agosto de 2013, la votación se cerró y la canción con más votos ganaba. «Dark Horse» ganó por casi el doble de la cantidad de votos.
El 30 de septiembre de 2013, por medio de su cuenta en Twitter, Katy Perry anunció su nuevo tema:

Who's staying up late tonight for another #PRISMPREVIEW?! Walking On Air comes out at MIDNIGHT EDT. I bet it will make your pony tail twirl!
¡Despierta Costa del Este! ¿conseguirás un lunes azul? déjame ayudarte a bailar con una canción nueva, llamada «Walking On Air».

Luego de esto, subió el tema, a su cuenta oficial de VEVO en Youtube. El lanzamiento, coincidió con su presentación en el iTunes Festival que se llevó a cabo ese mismo día.
En una entrevista con la revista Billboard, la cantante contó que varias de las canciones que integran su nueva producción discográfica tienen influencia de su ruptura amorosa con Russell Brand y sobre «Walking On Air», dijo:

"En esa canción es evidente cómo pensaba realmente en cierto punto. Me preguntaba a mí misma: '¿quiero sobrevivir a esto? ¿debería continuar viviendo?'.

Musicalmente, «Walking On Air» es una canción deep house, que cuenta con muchos elementos de disco, dance y pop, con bastantes sonidos "noventeros". Producida por Klas Åhlund.

## Composición
Compuesta en tonalidad de fa sostenido menor, «Walking on Air» está diseñada en el género deep house. Se establece en un compás de 4/4 y tiene un tempo de 128 pulsaciones por minuto. La melodía se extiende en la gama tonal de E3 a E5, mientras la música sigue en progresión armónica de fa sostenido menor–mi–do sostenido menor–re. En el desarrollo de la canción, se pueden escuchar diversos elementos de la música de los años 90, eurodance y disco. La canción comienza con Perry cantando en su registro más bajo sobre staccato sintetizado hasta que empieza el beat «propulsor» de la canción. La cantante citó a «Finally» de CeCe Peniston y «100% Pure Love» de Crystal Waters como fuentes de inspiración para el sonido al que ella aspiraba con esta canción. La voz de Perry cerca del final de la canción también se comparó con la de Christina Aguilera.
Escrita por Perry, Klas Åhlund, Max Martin, Adam Baptiste, y Caméla Leierth, «Walking on Air» habla de un amor «tan fuerte que incluso el cielo esta celoso». Gil Kaufman de MTV comentó sobre la composición de la canción: «entre sus gemidos vocales de diva, un coro góspel que se activa durante el último minuto y el ritmo de conducción, Perry ha captado un sonido único que recuerda tanto la clásica era del disco de 1970, así como el sonido EDM de los clubes de hoy». La escritora Melinda Newman de HitFix opina que la canción es «el aroma de los golpeadores dance de los 90, ligero como el algodón de azúcar y muy agradable», añadiendo que «haría mucho para C+C Music Factory». La canción también fue descrita como una evocación de la música de la cantante sueca Robyn, una artista de quien Perry admitió ser una fan.

## Actuaciones en directo

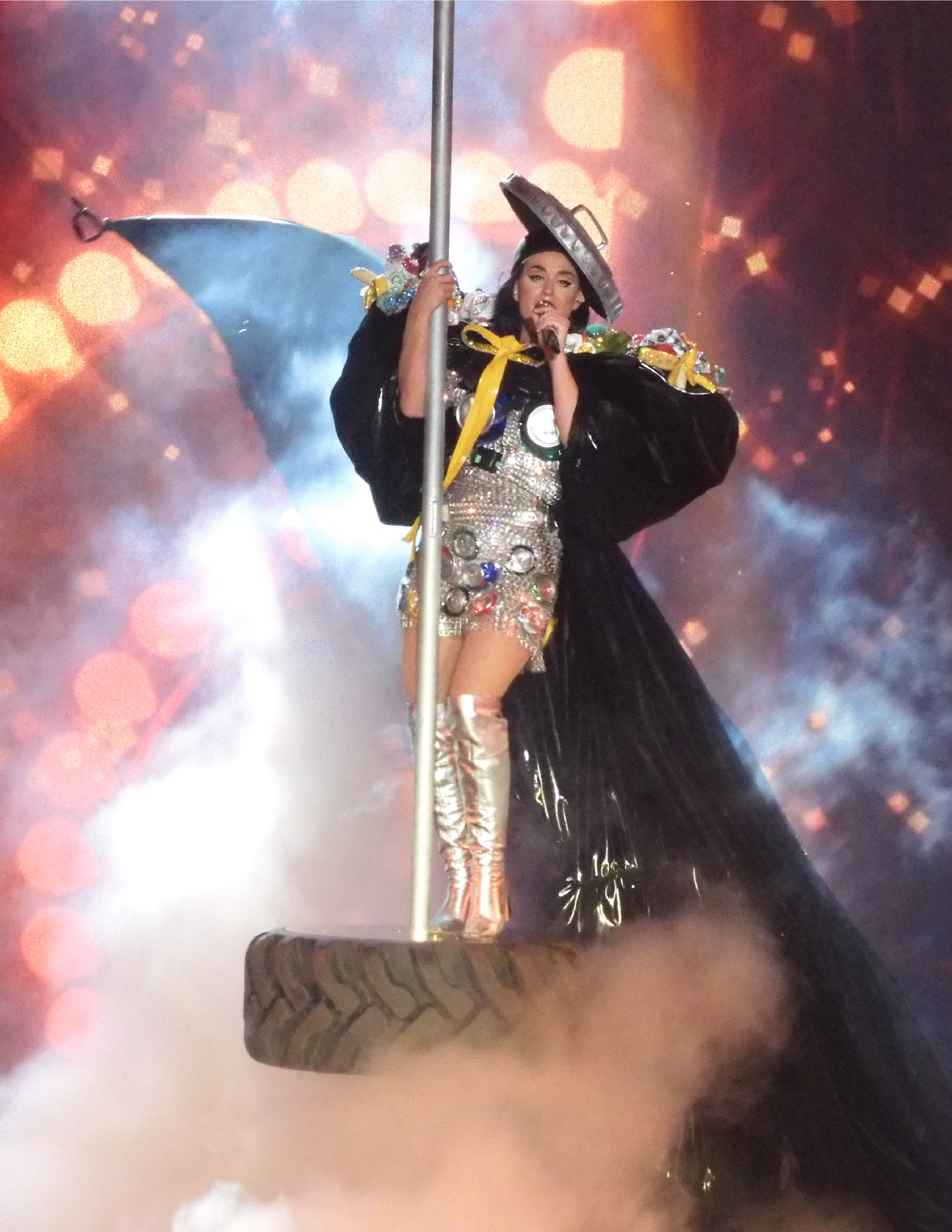
Katy Perry en un concierto en Las Vegas, 2022

El 30 de septiembre de 2013, Katy debutó la canción en el iTunes Festival 2013 en Londres, junto a «Roar», « Dark Horse», una pista inédita llamada «By the Grace of God» y éxitos de sus discos anteriores.

## Lista de canciones y formatos
| Descarga digital |                  |          |  |
| N.º              | Título           | Duración |  |
| 1.               | «Walking On Air» | 3:42     |  |

## Créditos
Lugares de grabación
- Apmamman and MXM Studios (Estocolmo, Suecia)
- Conway Recording Studios (Hollywood, Estados Unidos)
- MixStar Studios (Virginia Beach, Estados Unidos)

Personal
- Katheryn Elizabeth Hudson - voz y compositor.
- Klas Åhlund - compositor y productor.
- Max Martin - compositor y productor.
- Adam Baptiste - compositor.
- Caméla Leierth - compositora.
- Michael Illbert - ingeniero.
- Peter Carlsson - ingeniero.
- Sam Holland - ingeniero.
- Cory Bice - asistente de ingeniería.
- Sabina Ddumba - voz.
- Tensta Gospel Choir - voz.
- Serban Ghenea - mezcla.
- John Hanes - ingeniero de mezcla.

Fuente:PRISM.

## Posicionamiento en listas

### Listas semanales
| Lista (2013)                              | Mejor posición |
| ----------------------------------------- | -------------- |
| Australia (ARIA Digital Track Chart)      | 19             |
| Austria (Ö3 Austria Top 40)               | 35             |
| Bélgica (Flandes) (Ultratop 50)           | 44             |
| Bélgica (Valonia) (Ultratop 50)           | 30             |
| Bélgica (Ultratop Wallonia Dance)         | 26             |
| Canadá (Canadian Hot 100)                 | 12             |
| Dinamarca (Tracklisten)                   | 35             |
| España (Top 100 Canciones)                | 15             |
| Estados Unidos (Billboard Hot 100)        | 34             |
| Francia (SNEP)                            | 25             |
| Irlanda (IRMA)                            | 13             |
| Italia (FIMI)                             | 20             |
| Nueva Zelanda (Recorded Music NZ)         | 12             |
| Países Bajos (Mega Single Top 100)        | 47             |
| Reino Unido (The Official Charts Company) | 80             |

## Historial de lanzamientos
| País           | Fecha                    | Formato           | Discográfica    |
| -------------- | ------------------------ | ----------------- | --------------- |
| Estados Unidos | 30 de septiembre de 2013 | Descarga digital. | Capitol Records |
| Mundo          | 30 de septiembre de 2013 | Descarga digital. | Capitol Records |